# Lista de primeiros-ministros da Dominica
O primeiro-ministro é o chefe de governo da Dominica. Nominalmente, o cargo foi criado em 3 de novembro de 1978, quando o país tornou-se independente do Reino Unido. Antes da independência, existiram também cargos de chefe de governo (em inglês, chief minister de 1961 a 1967, e premier) que foram ocupados por apenas duas pessoas: Edward Oliver LeBlanc (de 1961 a 1967 como chief minister, e de 1 de março de 1967 a 27 de julho de 1974 como premier) e Patrick John (de 27 de julho de 1974 até a independência como premier).
Esta é a lista dos primeiros-ministros da Dominica após 1978.
| Nome                 | Início do mandato      | Fim do mandato         |
| -------------------- | ---------------------- | ---------------------- |
| Patrick John         | 3 de novembro de 1978  | 21 de junho de 1979    |
| Oliver Seraphin      | 21 de junho de 1979    | 21 de julho de 1980    |
| Eugenia Charles      | 21 de julho de 1980    | 14 de junho de 1995    |
| Edison Chenfil James | 14 de junho de 1995    | 3 de fevereiro de 2000 |
| Rosie Douglas        | 3 de fevereiro de 2000 | 1 de outubro de 2000   |
| Pierre Charles       | 3 de outubro de 2000   | 6 de agosto de 2004    |
| Roosevelt Skerrit    | 8 de agosto de 2004    | presente               |